# Chikkaballapur
Chikkaballapur (en canarés: ಚಿಕ್ಕಬಳ್ಳಾಪುರ ) es una ciudad de la India, centro administrativo del distrito de Chikkaballapur, en el estado de Karnataka.

## Geografía
Se encuentra a una altitud de 919 m s. n. m. a 60 km de la capital estatal, Bangalore, en la zona horaria UTC +5:30.

## Demografía
Según estimación 2011 contaba con una población de 61 286 habitantes.